# Взаимный фонд
Взаимный фонд или фонд взаимных инвестиций (англ. Mutual Fund) — портфель акций, тщательно отобранных и приобретённых профессиональными финансистами на вложения многих тысяч мелких вкладчиков. Стоимость акции фонда равна стоимости суммарных инвестиций фонда (за вычетом долга), делённых на число акций. Основное преимущество для вкладчиков — уменьшение риска, поскольку инвестиции распределены среди большого количества различных предприятий.
Первый взаимный фонд — Massachusetts Investors Trust — был создан в США в 1924 году. Сначала распространением паев занимались независимые фирмы-андеррайтеры. Они получали доход за счёт комиссий, которые платили инвесторы при покупке паев.
К 1998 году в США насчитывалось 3513 взаимных фондов. К 2000 году было открыто 164,1 млн счетов, то есть около двух на семью.
Крупнейшими взаимными фондами управляют такие компании как BlackRock, The Vanguard Group, State Street Global Advisors, Fidelity Investments, Allianz (деятельность осуществляется через принадлежащую Allianz американскую компанию PIMCO).
Большинство существующих брокеров имеют договоры с основными управляющими компаниями на продажу паёв их фондов.
В российском законодательстве аналогом является паевой инвестиционный фонд (ПИФ).